# Tênis nos Jogos Sul-Americanos de 2010
As competições de tênis nos Jogos Sul-Americanos de 2010 ocorreram entre 22 e 28 de março no Parque Juanes de la Paz, em Medellín. Cinco eventos foram disputados.

## Calendário
| Março | 17 | 18 | 19 | 20 | 21 | 22 | 23 | 24 | 25 | 26 | 27 | 28 | 29 | 30 | T |
| ----- | -- | -- | -- | -- | -- | -- | -- | -- | -- | -- | -- | -- | -- | -- | - |
| Tênis |    |    |    |    |    |    |    |    |    |    | 3  | 2  |    |    | 5 |

## Medalhistas
Masculino
| Evento  | Ouro                                                     | Prata                                           | Bronze                                                             |
| Simples | Facundo Arguello ARG Argentina                           | Agustín Vellotti ARG Argentina                  | Guilherme Clezar BRA Brasil                                        |
| Duplas  | Diego Hidalgo Canizares Roberto Quirós Gómez ECU Equador | Facundo Arguello Agustín Vellotti ARG Argentina | Alejandro Arias Justiniano Bruno del Granado Barrancos BOL Bolívia |

Feminino
| Evento  | Ouro                                                | Prata                                    | Bronze                                         |
| Simples | Cecilia Costa Melgar CHI Chile                      | Verónica Cepede Royg PAR Paraguai        | Fernanda Brito Reyes CHI Chile                 |
| Duplas  | Fernanda Brito Reyes Cecilia Costa Melgar CHI Chile | Andrea Gamiz Adriana Pérez VEN Venezuela | Agustina Eskenazi Catalina Pella ARG Argentina |

Misto
| Evento | Ouro                                          | Prata                                                    | Bronze                                          |
| Duplas | Adriana Pérez Ricardo Rodríguez VEN Venezuela | Verónica Cepede Royg Diego Galeano Harrison PAR Paraguai | Paula Ormaechea Diego Schwartzman ARG Argentina |

## Quadro de medalhas
| Ordem | País      | Medalha de ouro | Medalha de prata | Medalha de bronze | Total |
| ----- | --------- | --------------- | ---------------- | ----------------- | ----- |
| 1     | Chile     | 2               |                  | 1                 | 3     |
| 2     | Argentina | 1               | 2                | 2                 | 5     |
| 3     | Venezuela | 1               | 1                |                   | 2     |
| 4     | Equador   | 1               |                  |                   | 1     |
| 5     | Paraguai  |                 | 2                |                   | 2     |
| 6     | Bolívia   |                 |                  | 1                 | 1     |
| 6     | Brasil    |                 |                  | 1                 | 1     |
| TOTAL | TOTAL     | 5               | 5                | 5                 | 15    |